# Cameron Park (Teksas)
Cameron Park je naseljeno mjesto za statističke potrebe u američkoj saveznoj državi Teksas. Prema popisu stanovništva iz 2010. u njemu je živjelo 6.963 stanovnika.